# Démophon fils de Céléos
Pour les articles homonymes, voir Démophon.
Dans la mythologie grecque, Démophon (en grec ancien Δημοφόων / Dêmophóôn « lumière du peuple ») est le fils de Céléos (roi d'Éleusis) et de Métanire. Il passe pour le frère de Triptolème dans certaines traditions.
Déméter, après avoir longtemps erré à la recherche de sa fille Perséphone — enlevée par le dieu Hadès —, parvint à Éleusis où elle entra dans la maison de Céléos, sous les traits d'une vieillarde, avec tâche d'y élever Démophon. Or elle le frotta d'ambroisie et le plaça chaque nuit dans le feu, afin de le rendre immortel, ce à l'insu de ses parents. Comme Démophon grandissait très vite et montrait une apparence exceptionnelle, le soupçon vint à sa mère, qui pénétra une nuit dans la chambre de la déesse : elle vit son fils dans les flammes et cria. Le charme alors se rompit : Déméter courroucée quitta le palais et Démophon resta mortel (ou mourut consumé selon les auteurs).
Robert Triomphe considère que la mythologie de Démophon est celle d'un Feu tout comme son frère Acamas, dont le nom rappelle celui de la formule homérique du « feu infatigable », akámaton pûr

## Sources
- Pseudo-Apollodore, Bibliothèque [détail des éditions] [lire en ligne] (I, 5, 1).
- Hymnes homériques [détail des éditions] [lire en ligne] (Déméter, v. 164–165, 233–291).